# Máy chiếu

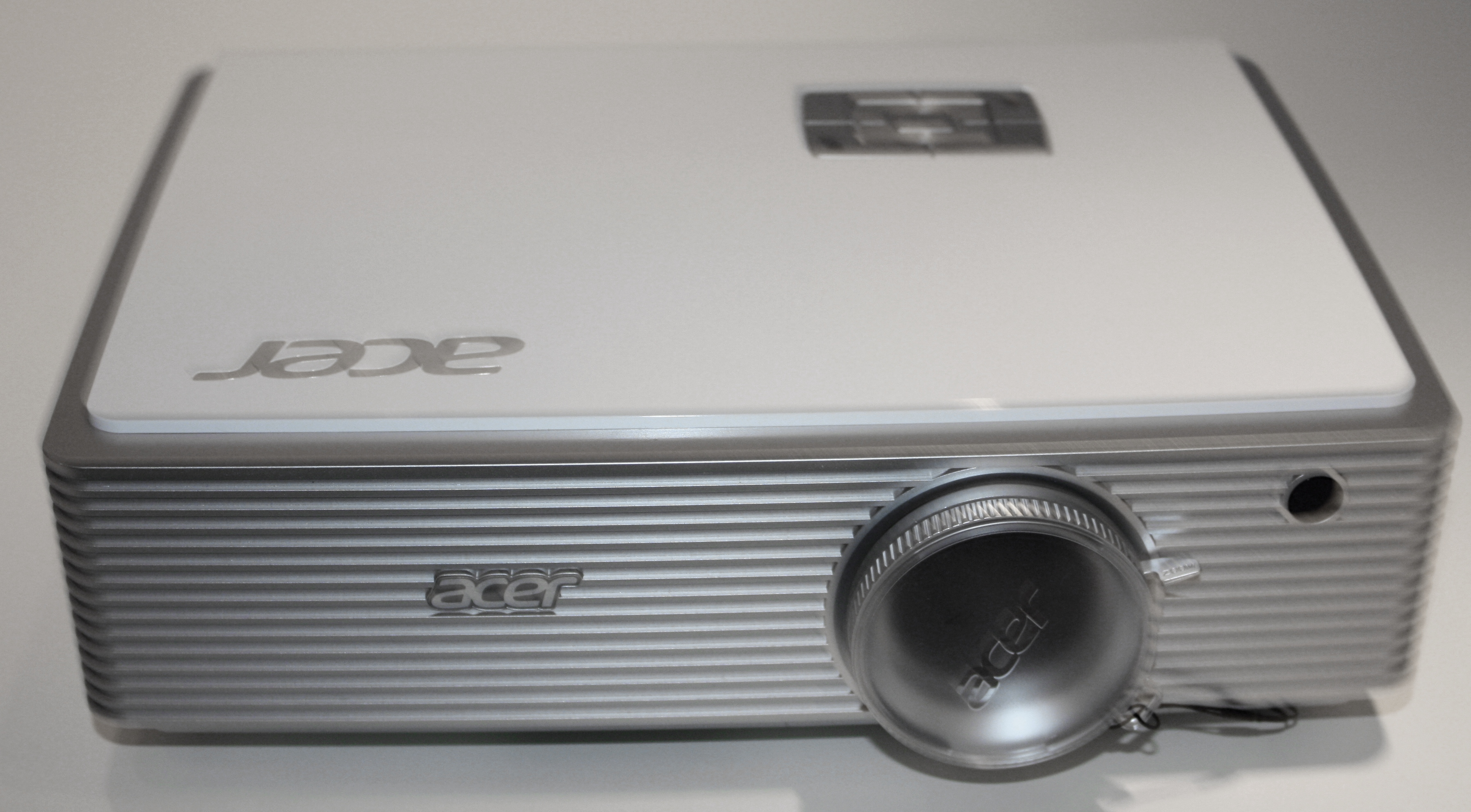
Máy chiếu Acer, 2012

Máy chiếu (tiếng Anh: projector) là một thiết bị quang học chiếu hình ảnh (hoặc hình ảnh chuyển động) lên một bề mặt, thường là màn hình chiếu. Hầu hết các máy chiếu tạo ra hình ảnh bằng cách chiếu ánh sáng qua một thấu kính nhỏ trong suốt, nhưng một số loại máy chiếu mới hơn có thể chiếu hình ảnh trực tiếp bằng cách sử dụng tia laser. Một màn hình võng mạc ảo, hay máy chiếu võng mạc, là một máy chiếu chiếu hình ảnh trực tiếp lên võng mạc thay vì sử dụng màn hình chiếu ngoài.
Loại máy chiếu phổ biến nhất hiện nay được gọi là máy chiếu video. Máy chiếu video là sự thay thế kỹ thuật số cho các loại máy chiếu trước đó như máy chiếu slide và máy chiếu overhead. Những loại máy chiếu trước đó này phần lớn đã được thay thế bằng máy chiếu video kỹ thuật số trong suốt những năm 1990 và đầu những năm 2000,  nhưng máy chiếu analog cũ vẫn được sử dụng ở một số nơi. Các loại máy chiếu mới nhất là máy chiếu cầm tay sử dụng laser hoặc LED để chiếu hình ảnh.
Các rạp chiếu phim đã sử dụng một loại máy chiếu được gọi là máy chiếu phim, hiện nay phần lớn đã được thay thế bằng máy chiếu video kỹ thuật số rạp chiếu phim.

## Lịch sử
Có thể đã tồn tại khá nhiều loại máy chiếu khác ngoài các ví dụ được mô tả bên dưới, nhưng bằng chứng rất ít và các báo cáo thường không rõ ràng về bản chất của chúng. Người xem không phải lúc nào cũng cung cấp các chi tiết cần thiết để phân biệt giữa ví dụ như một vở kịch bóng tối và một hình ảnh lồng đèn. Nhiều người không hiểu bản chất của những gì họ đã nhìn thấy và rất ít người đã từng nhìn thấy các phương tiện truyền thông tương đương khác. Các hình ảnh thường được trình bày hoặc cảm nhận như phép thuật hoặc thậm chí là trải nghiệm tôn giáo, với hầu hết các nhà chiếu phim không sẵn lòng chia sẻ bí mật của họ. Joseph Needham đã tóm tắt một số ví dụ chiếu hình có thể từ Trung Quốc trong bộ sách năm 1962 của ông Khoa học và văn minh ở Trung Quốc.

### Thời tiền sử đến năm 1100

#### Kịch bóng tối

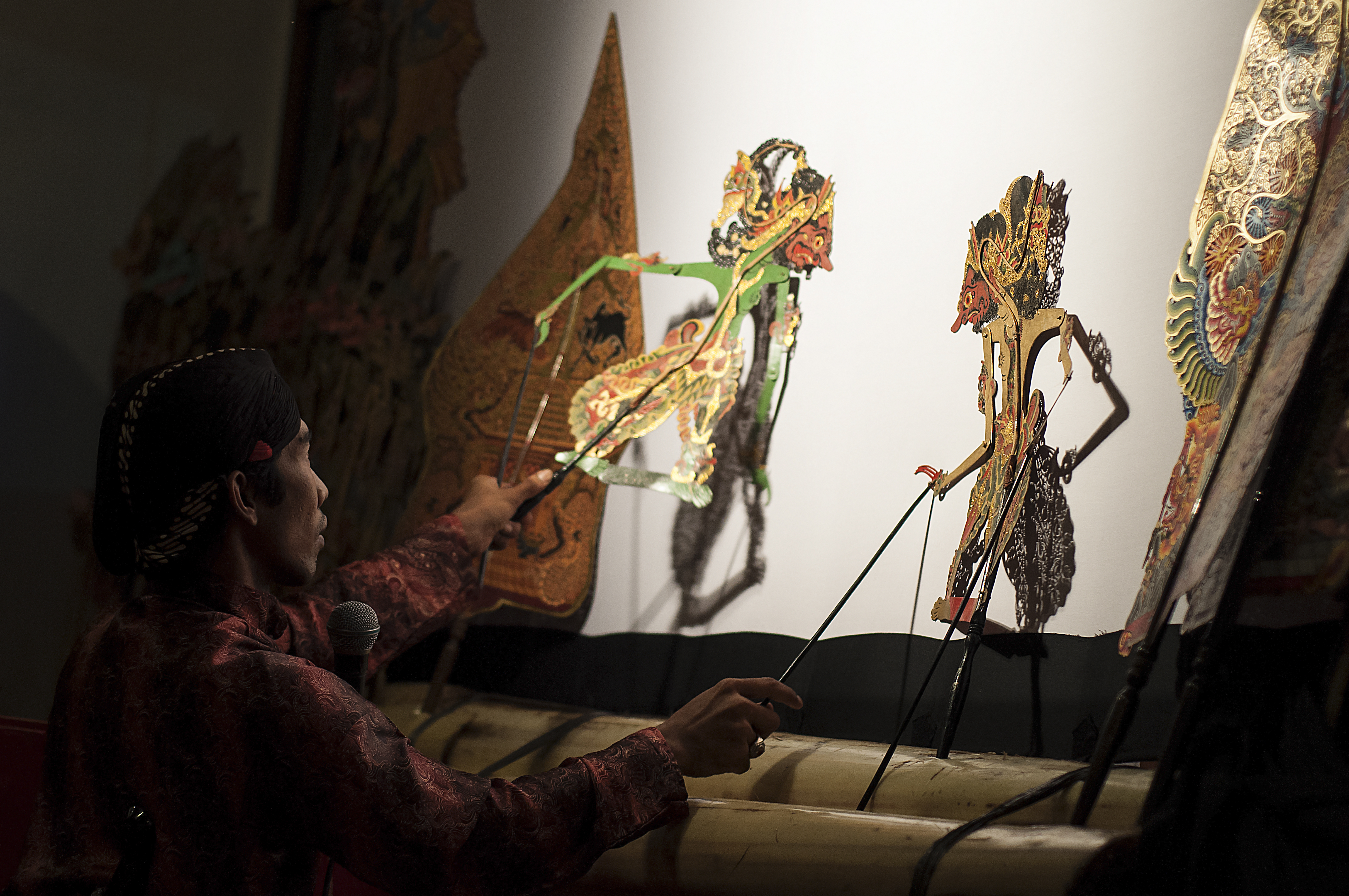
Màn trình diễn wayang, một hình thức múa rối bóng của Indonesia

Việc chiếu ảnh sớm nhất có lẽ được thực hiện trong kỹ thuật bóng tối nguyên thủy có từ thời tiền sử. Kịch bóng tối thường không liên quan đến thiết bị chiếu, nhưng có thể được coi là bước đầu tiên trong sự phát triển của máy chiếu. Nó phát triển thành các hình thức rối bóng tinh tế hơn ở Châu Á, nơi nó có lịch sử lâu đời ở Indonesia (ghi chép liên quan đến Wayang từ năm 840 SCN), Malaysia, Thái Lan, Campuchia, Trung Quốc (ghi chép từ khoảng năm 1000 SCN), Ấn Độ và Nepal.

#### Camera obscura

Máy ảnh lỗ kim minh họa cho nguyên tắc của camera obscura: các tia sáng từ một vật thể đi qua một lỗ nhỏ để tạo thành một hình ảnh đảo ngược.

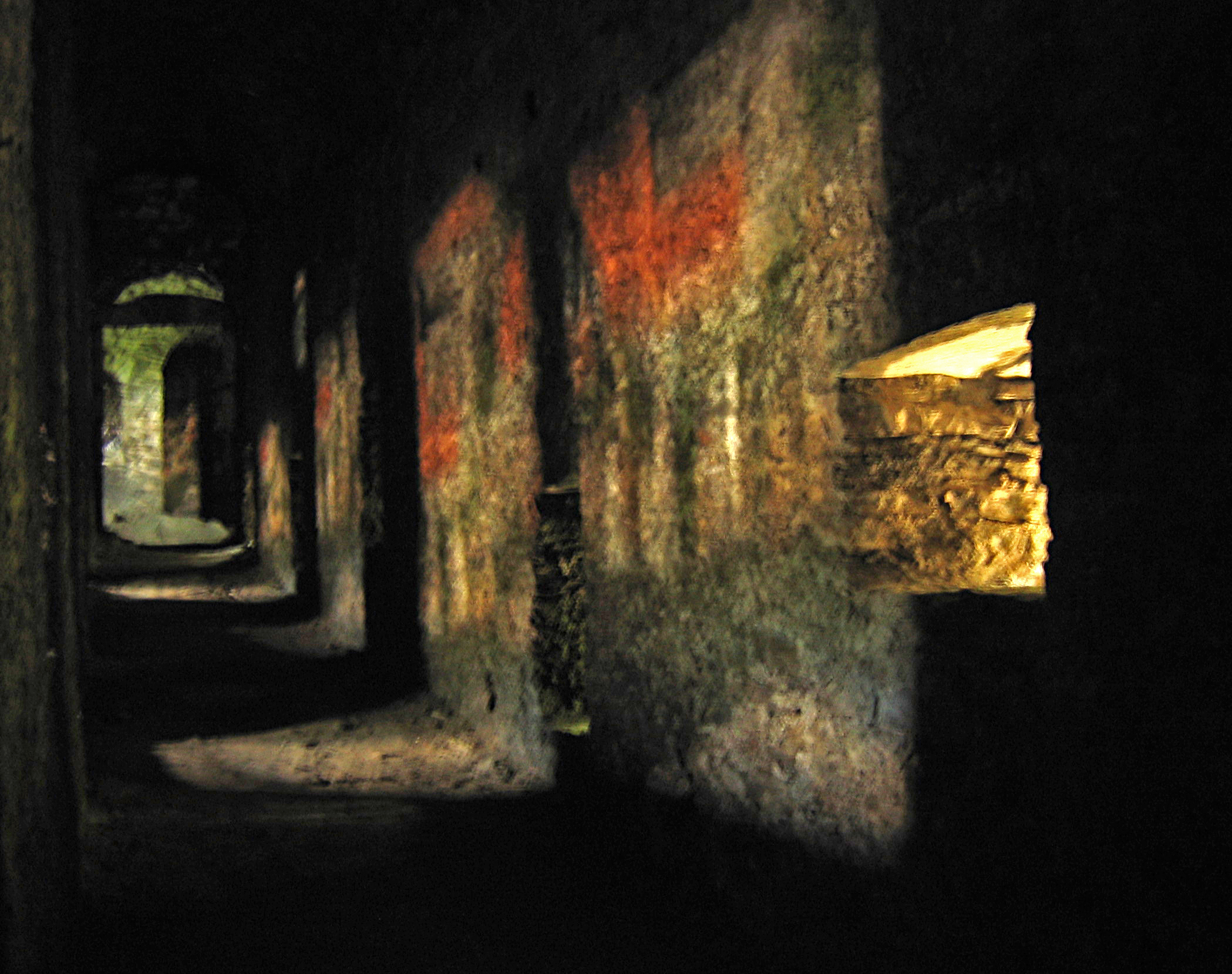
Hiệu ứng camera obscura cổ đại gây ra bởi các lỗ châu mai ở Castelgrande ở Bellinzona.

Máy chiếu và máy ảnh có chung lịch sử với camera obscura. Camera obscura (tiếng Latin nghĩa là "phòng tối") là hiện tượng quang học tự nhiên xảy ra khi hình ảnh của một cảnh ở phía bên kia màn chiếu (hoặc chẳng hạn như một bức tường) được chiếu qua một lỗ nhỏ trên màn chiếu đó để tạo thành một hình ảnh đảo ngược (trái sang phải và lộn ngược) trên một bề mặt đối diện với lỗ mở. Bản ghi chép sớm nhất được biết đến về nguyên tắc này là mô tả của Mặc Tử, một nhà triết học Trung Quốc (khoảng 470 đến khoảng 391 trước Công nguyên). Mặc Tử đã đúng khi khẳng định rằng hình ảnh camera obscura bị đảo ngược vì ánh sáng truyền theo đường thẳng.
Vào đầu thế kỷ 11, nhà vật lý học Ả Rập, Ibn al-Haytham (Alhazen) đã mô tả các thí nghiệm với ánh sáng qua một lỗ nhỏ trong một căn phòng tối và nhận ra rằng một lỗ nhỏ hơn sẽ tạo ra hình ảnh sắc nét hơn.

#### Gương ma thuật Trung Quốc
Các vật thể lâu đời nhất được biết đến có thể chiếu hình ảnh là gương ma thuật Trung Quốc. Nguồn gốc của những chiếc gương này có thể được truy ngược đến thời nhà Hán của Trung Quốc (206 trước Công nguyên - 24 sau Công nguyên) và cũng được tìm thấy ở Nhật Bản. Gương được đúc bằng đồng với họa tiết được chạm nổi ở mặt sau và có lớp thủy ngân phủ lên mặt trước đã được đánh bóng. Họa tiết ở mặt sau của gương được nhìn thấy trong một hình chiếu khi ánh sáng được phản chiếu từ mặt trước đã đánh bóng lên tường hoặc bề mặt khác. Không thể nhìn thấy bất kỳ dấu vết nào của họa tiết trên bề mặt phản chiếu bằng mắt thường, nhưng các gợn sóng nhỏ trên bề mặt được tạo ra trong quá trình sản xuất và khiến các tia sáng phản chiếu tạo thành họa tiết. Rất có thể việc chiếu hình ảnh thông qua hình vẽ hoặc văn bản trên bề mặt gương đã có trước nghệ thuật cổ xưa rất tinh xảo của gương ma thuật, nhưng dường như không có bằng chứng nào cho thấy điều này.

#### Đèn lồng xoay
Đèn lồng xoay được biết đến ở Trung Quốc với tên gọi "đèn ngựa phi nước đại" [走馬燈] từ trước năm 1000 sau Công nguyên. Đèn ngựa phi nước đại là một chiếc đèn lồng hình lục giác, hình khối hoặc hình tròn, bên trong có những hình bóng cắt ra được gắn vào một trục có cánh quạt giấy trên đỉnh, được quay bởi không khí nóng bốc lên từ một ngọn đèn. Các hình bóng được chiếu lên các mặt giấy mỏng của đèn lồng và dường như đuổi theo nhau. Một số phiên bản cho thấy một số chuyển động bổ sung ở đầu, chân và/hoặc tay của các nhân vật bằng cách kết nối chúng bằng một sợi dây sắt nhỏ với một lớp bên trong bổ sung sẽ được kích hoạt bởi một sợi dây sắt được kết nối ngang. Chiếc đèn thường hiển thị hình ảnh của ngựa và người cưỡi ngựa.
Ở Pháp, những chiếc đèn lồng tương tự được gọi là "lanterne vive" (đèn lồng sáng hoặc sống) vào thời Trung cổ và là "lanterne tournante" kể từ thế kỷ 18. Một biến thể ban đầu được Jean Prevost mô tả vào năm 1584 trong cuốn sách nhỏ octavo của ông La Premiere partie des subtiles et plaisantes inventions. Trong "lanterne" của mình, những hình cắt giấy của một đội quân nhỏ được đặt trên một nền tảng bằng gỗ được xoay bởi một cánh quạt bằng bìa cứng phía trên một ngọn nến. Các hình bóng in bóng của chúng lên giấy mỏng, được bôi dầu ở bên ngoài đèn lồng. Ông gợi ý rằng nên đặc biệt chú ý đến việc các nhân vật trông sống động: với những con ngựa giơ chân trước lên như thể chúng đang nhảy và những người lính rút kiếm, một con chó đuổi theo một con thỏ, v.v. Theo Prevost, thợ cắt tóc rất thành thạo trong nghệ thuật này và người ta thường thấy những chiếc đèn lồng đêm này trong cửa sổ cửa hàng của họ.
Một phiên bản phổ biến hơn có các hình vẽ, thường là các sinh vật kỳ dị hoặc ma quỷ, được vẽ trên một dải trong suốt. Dải này được quay bên trong một xi lanh bởi một cánh quạt bằng thiếc phía trên một ngọn nến. Xi lanh có thể được làm bằng giấy hoặc bằng kim loại tấm được đục lỗ với các hoa văn trang trí. Khoảng năm 1608, Mathurin Régnier đã đề cập đến thiết bị này trong Satire XI của ông như một thứ được sử dụng bởi một người làm bánh ngọt để giải trí cho trẻ em. Régnier so sánh tâm trí của một kẻ cằn nhằn già với hiệu ứng của đèn lồng là những con chim, khỉ, voi, chó, mèo, thỏ, cáo và nhiều loài thú kỳ lạ đuổi theo nhau.
John Locke (1632-1704) đã đề cập đến một thiết bị tương tự khi tự hỏi liệu các ý tưởng có được hình thành trong tâm trí con người theo các khoảng thời gian đều đặn hay không, "không giống nhiều hình ảnh bên trong đèn lồng, được quay bởi sức nóng của một ngọn nến". Các cấu trúc liên quan thường được sử dụng làm đồ trang trí Giáng sinh ở Anh  và một số vùng ở Châu Âu. Một loại thiết bị xoay tương đối phổ biến hiện nay có liên quan chặt chẽ nhưng không thực sự liên quan đến ánh sáng và bóng tối, mà chỉ đơn giản sử dụng nến và cánh quạt để xoay một chiếc nhẫn với những bức tượng nhỏ đứng trên đỉnh.

### 1100 đến 1500

#### Gương lõm
Hình ảnh thực bị đảo ngược của một vật được phản chiếu bởi gương lõm có thể xuất hiện tại tiêu điểm trước gương. Trong một cấu trúc có một vật thể ở phía dưới của hai gương lõm đối diện (phản xạ parabol) xếp chồng lên nhau, gương trên cùng có một lỗ ở giữa, hình ảnh phản chiếu có thể xuất hiện tại lỗ mở như một ảo giác quang học 3D rất thuyết phục.
Mô tả sớm nhất về việc chiếu hình ảnh bằng gương lõm được tìm thấy trong một văn bản của tác giả người Pháp Jean de Meun trong phần của ông trong cuốn Roman de la Rose (khoảng năm 1275). Một giả thuyết được gọi là luận thuyết Hockney-Falco cho rằng các nghệ sĩ đã sử dụng gương lõm hoặc thấu kính hội tụ để chiếu hình ảnh lên canvas/bảng vẽ của họ như một công cụ hỗ trợ vẽ/vẽ từ khoảng năm 1430.
Người ta cũng cho rằng một số cuộc gặp gỡ với linh hồn hoặc thần thánh từ thời cổ đại có thể đã được tạo ra bằng gương (lõm).

#### Đèn lồng của Fontana

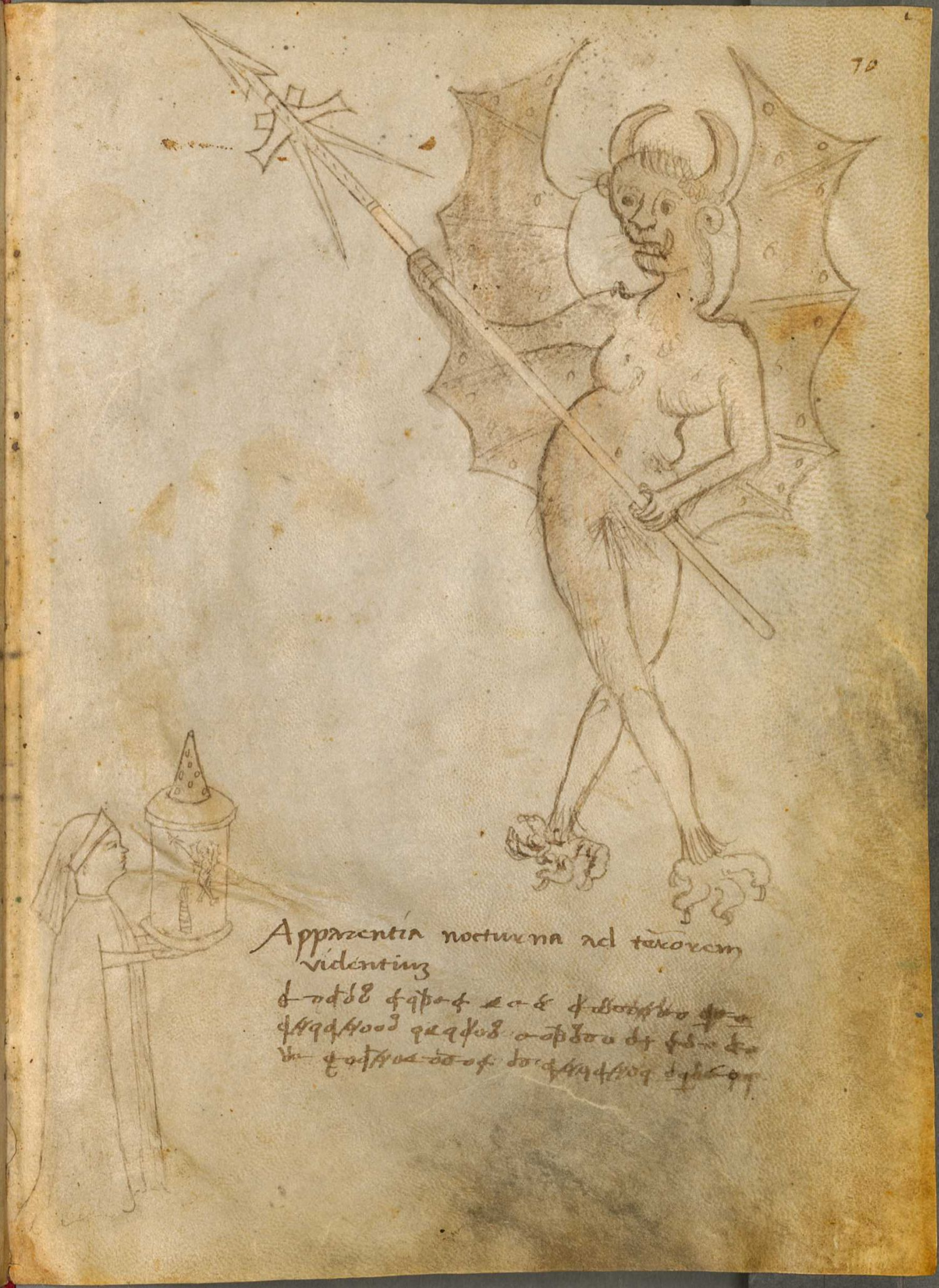
Bản vẽ của Giovanni Fontana từ khoảng năm 1420 về một nhân vật với đèn lồng chiếu một con quỷ có cánh

Vào khoảng năm 1420, học giả và kỹ sư người Venice, Giovanni Fontana đã đưa vào một bản vẽ về một người với đèn lồng chiếu hình ảnh một con quỷ trong cuốn sách của ông về các thiết bị cơ học "Bellicorum Instrumentorum Liber". Dòng chữ tiếng Latin "Apparentia nocturna ad terrorem videntium" (Cảnh tượng ban đêm để khiến người xem khiếp sợ) giải thích mục đích của nó, nhưng ý nghĩa của các dòng không thể giải mã khác vẫn còn chưa rõ ràng. Đèn lồng dường như chỉ có ánh sáng của đèn dầu hoặc nến đi qua một vỏ hình trụ trong suốt có hình vẽ nhân vật để chiếu hình ảnh lớn hơn, vì vậy có lẽ nó không thể chiếu hình ảnh rõ ràng như hình vẽ của Fontana gợi ý.

#### Máy chiếu hình ảnh có thể có từ thế kỷ 15
Năm 1437, học giả nhân văn, nghệ sĩ, kiến trúc sư, nhà thơ, linh mục, nhà ngôn ngữ học, nhà triết học và nhà mật mã học người Ý Leon Battista Alberti được cho là đã có thể chiếu các bức tranh được vẽ từ một chiếc hộp nhỏ đóng kín với một lỗ nhỏ. Tuy nhiên, không rõ liệu đây có thực sự là một máy chiếu hay chỉ là một loại hộp trình diễn với các hình ảnh trong suốt được chiếu sáng từ phía sau và nhìn qua lỗ.

### 1500 đến 1700

#### Từ thế kỷ 16 đến đầu thế kỷ 17
Người ta cho rằng Leonardo da Vinci đã có một chiếc đèn chiếu hình ảnh - với một thấu kính hội tụ, nến và ống khói - dựa trên một bản phác thảo nhỏ từ khoảng năm 1515.
Trong cuốn sách Three Books of Occult Philosophy (1531-1533), Heinrich Cornelius Agrippa cho rằng có thể chiếu "những hình ảnh được vẽ nhân tạo hoặc chữ viết" lên bề mặt của Mặt trăng bằng cách sử dụng ánh sáng Mặt trăng và "sự phản chiếu của chúng được nhân lên trong không khí". Ông ta cũng tuyên bố rằng Pythagoras đã thường xuyên thực hiện trò lừa này.
Năm 1589, Giambattista della Porta đã xuất bản cuốn sách Magia Naturalis, trong đó ông nói về nghệ thuật cổ xưa của việc chiếu chữ viết phản chiếu qua gương.
Nhà phát minh người Hà Lan Cornelis Drebbel, người được cho là đã phát minh ra kính hiển vi, được cho là đã có một loại máy chiếu mà ông sử dụng trong các màn biểu diễn ma thuật. Trong một lá thư năm 1608, ông đã mô tả những màn biến hóa kỳ diệu mà ông đã thực hiện và những lần xuất hiện mà ông đã triệu tập bằng cách sử dụng phát minh mới của mình dựa trên quang học. Nó bao gồm những người khổng lồ trỗi dậy từ mặt đất và di chuyển tất cả các chi của họ một cách rất sống động. Lá thư này được tìm thấy trong các giấy tờ của người bạn của ông, Constantijn Huygens, cha của Christiaan Huygens, người được cho là đã phát minh ra đèn lồng ma thuật.

#### Kính soi mặt trời

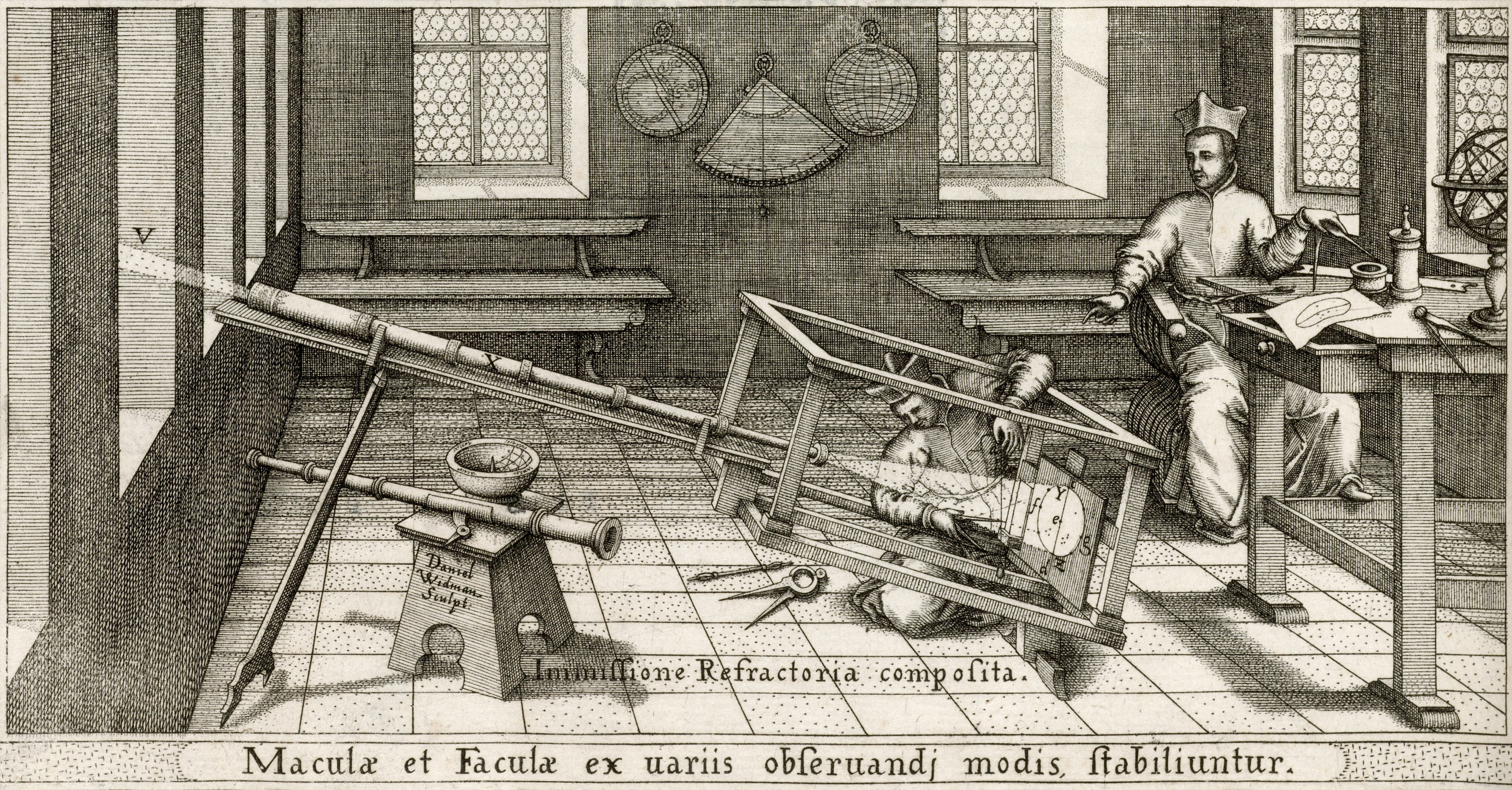
Kính soi mặt trời helioscope của Scheiner được minh họa trong cuốn sách Rosa Ursina sive Sol (1626-30).

Năm 1612, nhà toán học người Ý Benedetto Castelli đã viết cho người thầy của mình, nhà thiên văn học, vật lý học, kỹ sư, triết gia và nhà toán học người Ý Galileo Galilei về việc chiếu hình ảnh của mặt trời qua kính thiên văn (được phát minh vào năm 1608) để nghiên cứu các vết đen mặt trời mới được phát hiện. Galilei đã viết về kỹ thuật của Castelli cho nhà vật lý học và nhà thiên văn học người Đức Christoph Scheiner.
Từ năm 1612 đến ít nhất năm 1630, Christoph Scheiner tiếp tục nghiên cứu các vết đen mặt trời và xây dựng các hệ thống chiếu mặt trời viễn vọng mới. Ông gọi những thứ này là "Heliotropii Telioscopici", sau đó được rút gọn thành helioscope.

#### Gương Steganographic

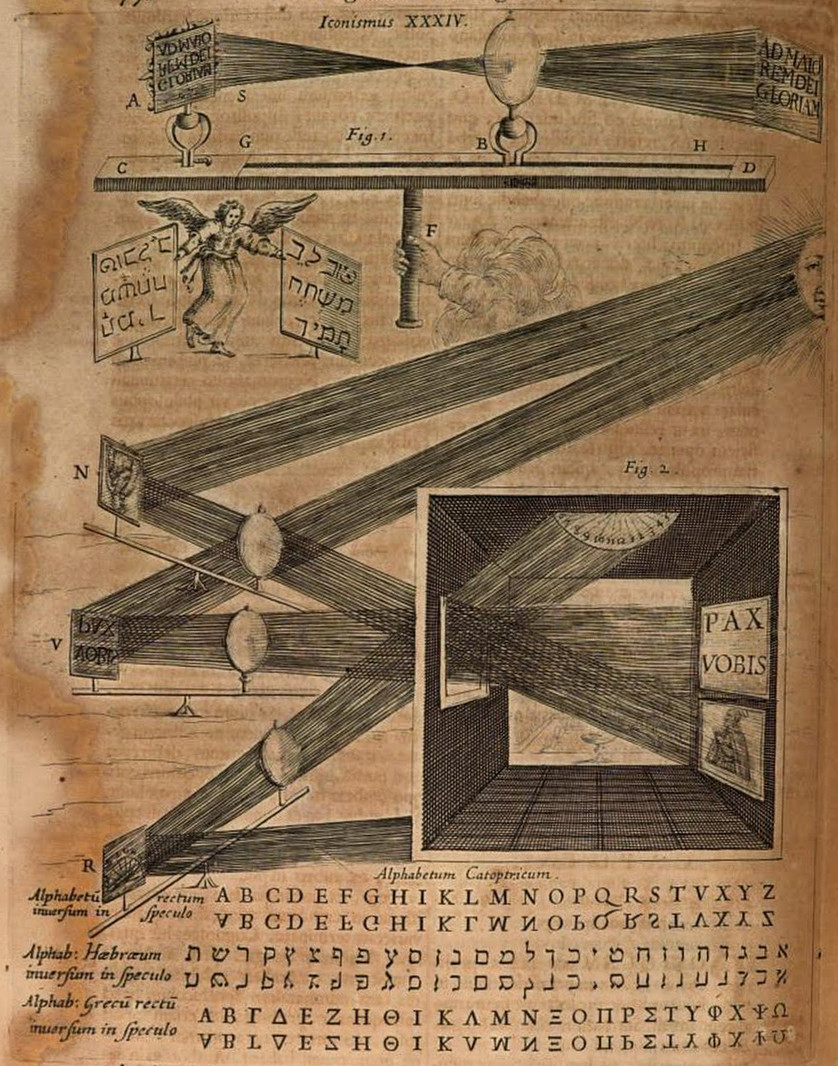
Minh họa chiếc gương Steganographic của Kircher trong cuốn sách Art Magna Lucis et Umbrae năm 1645 của ông

Phiên bản đầu tiên năm 1645 của cuốn sách Ars Magna Lucis et Umbrae của học giả người Đức Athanasius Kircher có mô tả về phát minh của ông, gương steganographic: một hệ thống chiếu sơ khai với thấu kính hội tụ và văn bản hoặc hình ảnh được vẽ trên gương lõm phản chiếu ánh sáng mặt trời, chủ yếu dành cho liên lạc tầm xa. Ông đã nhìn thấy những hạn chế về việc tăng kích thước và giảm độ rõ ràng ở khoảng cách xa và bày tỏ hy vọng rằng ai đó sẽ tìm ra phương pháp cải thiện điều này. Kircher cũng đề xuất chiếu các con ruồi sống và rối bóng từ bề mặt của gương. Cuốn sách có ảnh hưởng khá lớn và truyền cảm hứng cho nhiều học giả, có lẽ bao gồm cả Christiaan Huygens, người đã phát minh ra máy chiếu ma thuật. Kircher thường được coi là người phát minh ra máy chiếu ma thuật, mặc dù trong phiên bản năm 1671 của Ars Magna Lucis et Umbrae, Kircher đã ghi công nhà toán học người Đan Mạch Thomas Rasmussen Walgensten cho máy chiếu ma thuật, thứ mà Kircher coi là sự phát triển hơn nữa của hệ thống chiếu của riêng mình.
Mặc dù Athanasius Kircher đã tuyên bố rằng gương Steganographic là phát minh của riêng mình và viết rằng ông chưa từng đọc về thứ gì tương tự, người ta đã gợi ý rằng bức tranh "Belshazzar's Feast" của Rembrandt năm 1635 mô tả một hình ảnh phản chiếu bằng gương Steganographic với bàn tay của Chúa viết chữ Hebrew trên bề mặt của một chiếc gương đầy bụi.
Năm 1654, nhà toán học người Bỉ André Tacquet đã sử dụng kỹ thuật của Kircher để trình chiếu hành trình từ Trung Quốc đến Bỉ của nhà truyền giáo người Ý Martino Martini. Đôi khi có thông tin cho rằng Martini đã đi giảng khắp châu Âu với một chiếc máy chiếu ma thuật mà ông có thể đã nhập khẩu từ Trung Quốc, nhưng không có bằng chứng nào cho thấy rằng ông đã sử dụng bất cứ thứ gì khác ngoài kỹ thuật của Kircher.

#### Máy chiếu ma thuật
Vào năm 1659, nhà khoa học người Hà Lan, Christiaan Huygens đã phát triển máy chiếu ma thuật, sử dụng một chiếc gương lõm để phản chiếu và hướng càng nhiều ánh sáng của đèn càng tốt qua một tấm kính nhỏ có hình ảnh cần chiếu, và tiếp tục đến một thấu kính hội tụ ở mặt trước của thiết bị để chiếu hình ảnh lên tường hoặc màn hình (thiết bị của Huygens thực sự sử dụng hai thấu kính bổ sung). Ông đã không công bố hoặc trình diễn công khai phát minh của mình vì ông nghĩ rằng nó quá phù phiếm.
Máy chiếu ma thuật đã trở thành một phương tiện giải trí và giáo dục rất phổ biến vào thế kỷ 18 và 19. Sự phổ biến này suy giảm sau khi điện ảnh được giới thiệu vào những năm 1890. Máy chiếu ma thuật vẫn là một phương tiện phổ biến cho đến khi máy chiếu slide được sử dụng rộng rãi trong những năm 1950.

### 1700 đến 1900

#### Kính hiển vi năng lượng mặt trời

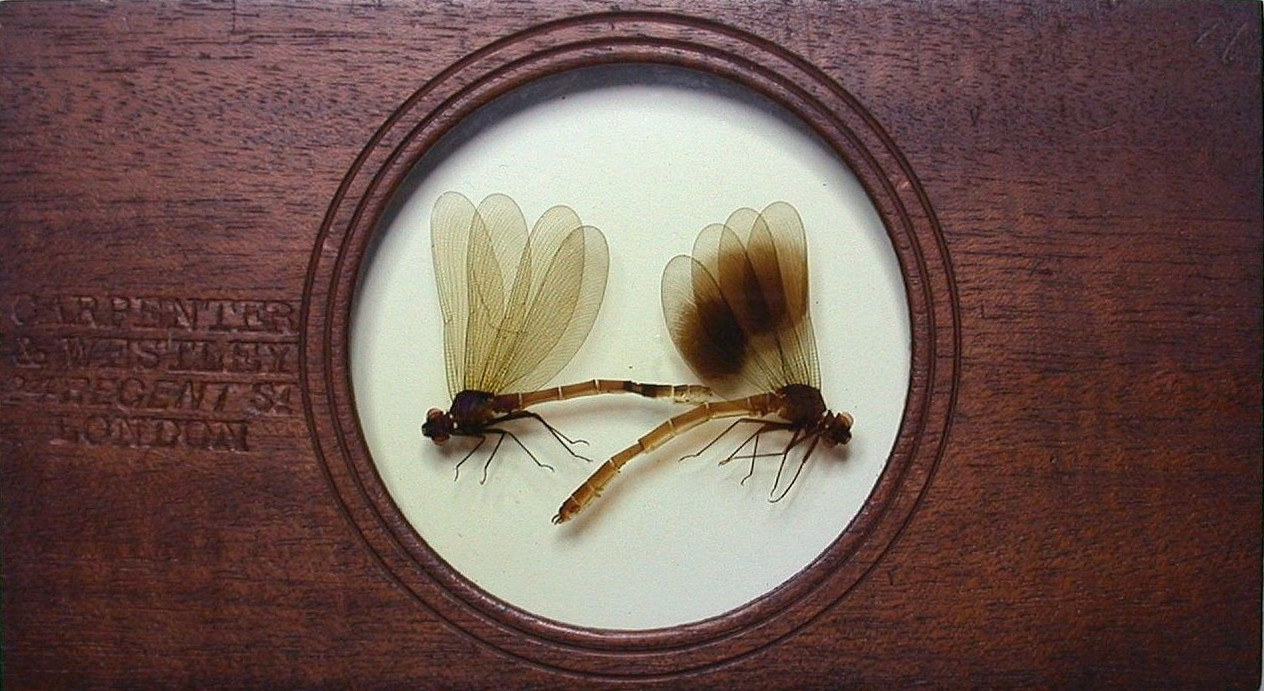
Kính hiển vi mặt trời Carpenter & Westley với tiêu bản "Male & Female, Smoked Wing Dragonfly" (khoảng những năm 1850)

Một vài năm trước khi qua đời vào năm 1736, nhà vật lý học người Ba Lan-Đức-Hà Lan Daniel Gabriel Fahrenheit được cho là đã chế tạo một kính hiển vi mặt trời, về cơ bản là sự kết hợp giữa kính hiển vi kép với máy ảnh obscura. Nó cần ánh sáng mặt trời rực rỡ làm nguồn sáng để chiếu một hình ảnh phóng đại rõ ràng của các vật thể trong suốt. Dụng cụ của Fahrenheit có thể đã được bác sĩ người Đức Johann Nathanael Lieberkühn nhìn thấy, người đã giới thiệu dụng cụ này ở Anh, nơi thợ quang học John Cuff cải tiến nó với một ống quang cố định và một gương điều chỉnh. Năm 1774, nhà sản xuất dụng cụ người Anh Benjamin Martin đã giới thiệu "Kính hiển vi mặt trời Opaque" của mình để phóng to hình ảnh của các vật thể mờ.
Kính hiển vi mặt trời, đã được Thomas Wedgwood phối hợp với Humphry Davy sử dụng trong các thí nghiệm với bạc nitrat nhạy cảm với ánh sáng để tạo ra những bức ảnh phóng đại đầu tiên, nhưng không bền. Những khám phá của họ, được coi là hình thức nhiếp ảnh cố ý và thành công sớm nhất, đã được Davy công bố vào tháng 6 năm 1802 trong cuốn sách An Account of a Method of Copying Paintings upon Glass, and of Making Profiles, by the Agency of Light upon Nitrate of Silver. Invented by T. Wedgwood, Esq. With Observations by H. Davy trong số đầu tiên của Tạp chí Viện Hoàng gia Anh Quốc.

#### Máy chiếu mờ

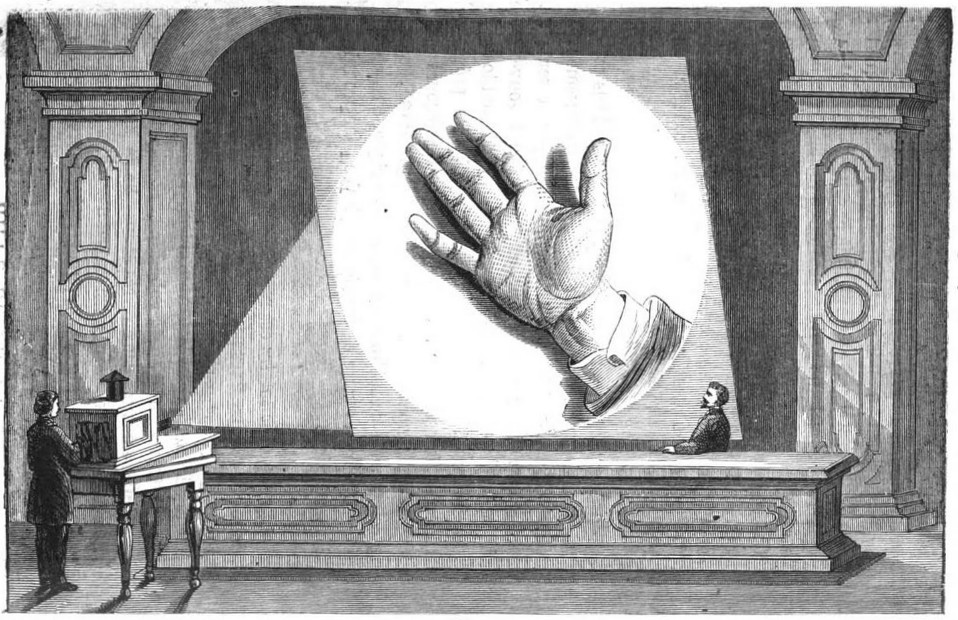
Chiếu hình của Henry Morton như được minh họa trong L'art des projections (1872) của François Moigno

Nhà toán học, vật lý học, thiên văn học, logic học và kỹ sư người Thụy Sĩ Leonhard Euler đã trình diễn một máy chiếu mờ, hiện được gọi thông dụng là máy chiếu episcope, vào khoảng năm 1756. Nó có thể chiếu một hình ảnh rõ ràng của các hình ảnh mờ và các vật thể (nhỏ).
Nhà khoa học người Pháp Jacques Charles được cho là đã phát minh ra "megascope" tương tự vào năm 1780. Ông đã sử dụng nó cho các bài giảng của mình. Khoảng năm 1872, Henry Morton đã sử dụng một máy chiếu mờ trong các buổi trình diễn cho khán giả khổng lồ, chẳng hạn như tại Nhà hát Opera Philadelphia, nơi có thể chứa 3500 người. Chiếc máy của ông không sử dụng tụ điện hoặc bộ phản xạ, mà sử dụng đèn oxyhydro gần vật thể để chiếu các hình ảnh rõ ràng khổng lồ..

#### Máy ảnh mặt trời
Mặc dù sau này được biết đến như nhau với tư cách là máy phóng to mặt trời, máy ảnh mặt trời là một ứng dụng chụp ảnh của kính hiển vi mặt trời và là tổ tiên của máy phóng to phòng tối, và được sử dụng, chủ yếu bởi các nhiếp ảnh gia chân dung và như một công cụ hỗ trợ cho các nghệ sĩ chân dung, vào giữa thế kỷ 20. Đến cuối thế kỷ 19 để phóng to ảnh từ âm bản bằng cách sử dụng Mặt trời làm nguồn sáng đủ mạnh để phơi sáng các vật liệu ảnh có độ nhạy thấp hiện có. Nó đã bị thay thế vào những năm 1880 khi các nguồn sáng khác, bao gồm cả bóng đèn sợi đốt, được phát triển cho máy phóng to trong phòng tối và các vật liệu trở nên nhạy cảm với ảnh hơn bao giờ hết.

### Thế kỷ 20 đến nay

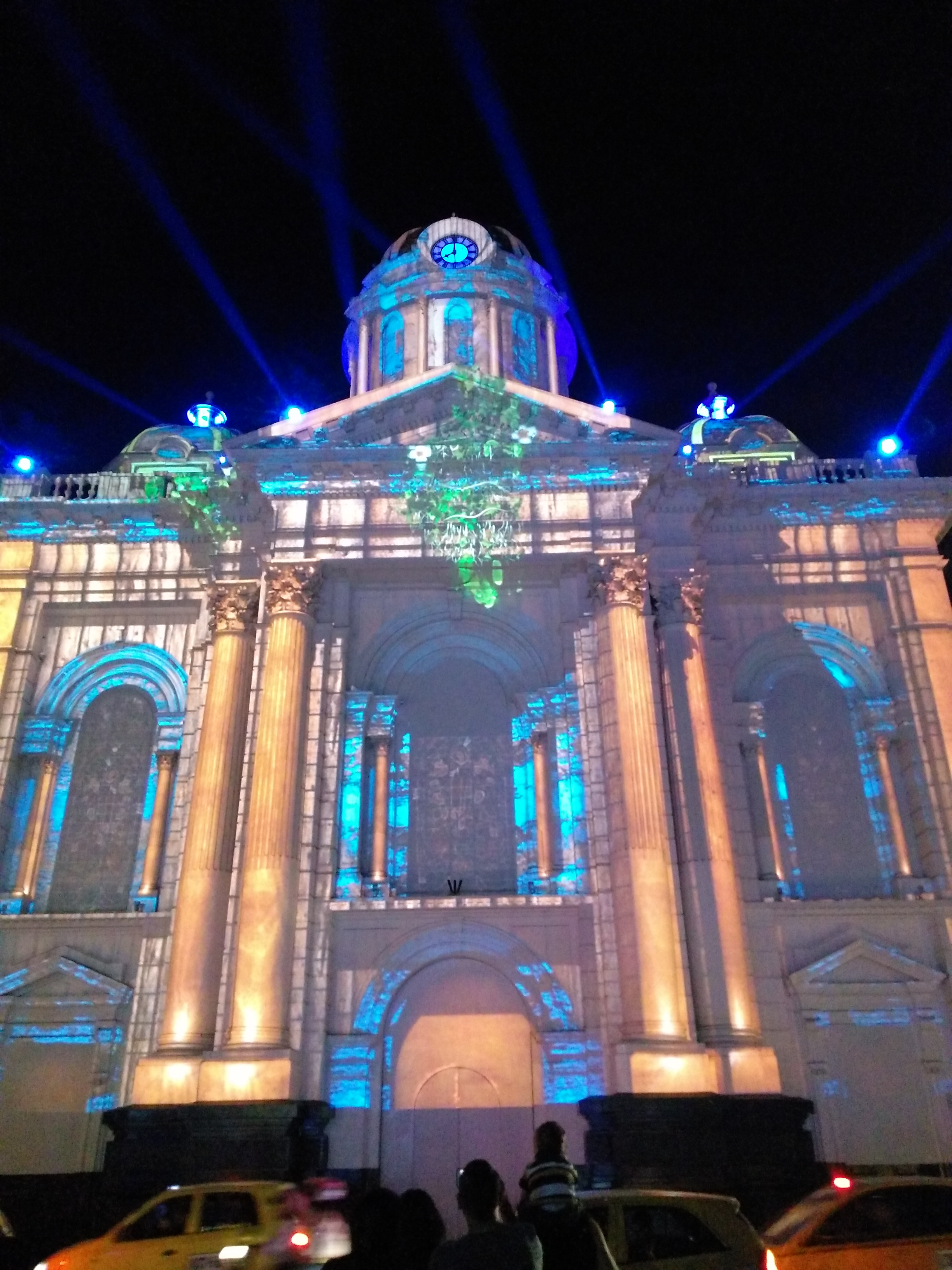
Chiếu hình lên tòa nhà

Vào đầu và giữa thế kỷ 20, các máy chiếu vật thể đục giá rẻ đã được sản xuất và bán trên thị trường như một món đồ chơi cho trẻ em. Nguồn sáng trong các máy chiếu vật thể đục ban đầu thường là ánh sáng vôi, sau đó được thay thế bằng bóng đèn sợi đốt và đèn halogen. Máy chiếu dữ liệu vẫn được bán trên thị trường như một công cụ phóng to cho nghệ sĩ, cho phép chiếu hình ảnh lên các bề mặt như vải bạt đã chuẩn bị.
Vào cuối những năm 1950 và đầu những năm 1960, máy chiếu bắt đầu được sử dụng rộng rãi trong các trường học và doanh nghiệp. Máy chiếu trên cao đầu tiên được sử dụng cho công việc nhận dạng của cảnh sát. Nó sử dụng một cuộn phim celluloid trên một sân khấu 9 inch cho phép các đặc điểm trên khuôn mặt được cuộn qua sân khấu. Quân đội Hoa Kỳ vào năm 1940 là người đầu tiên sử dụng nó với số lượng lớn để huấn luyện.
Từ những năm 1950 đến những năm 1990, máy chiếu slide cho các slide phim dương tính 35 mm là phổ biến cho các bài thuyết trình và như một hình thức giải trí; các thành viên trong gia đình và bạn bè thỉnh thoảng sẽ tập trung để xem các trình chiếu, thường là về các chuyến du lịch nghỉ mát.
Các buổi trình diễn nhiều hình ảnh phức tạp từ những năm 1970 đến 1990, thường nhằm mục đích tiếp thị, quảng bá hoặc phục vụ cộng đồng hoặc trưng bày nghệ thuật, sử dụng các slide trong suốt 35mm và 46mm ( diaposid ) được chiếu bằng máy chiếu một hoặc nhiều slide lên một hoặc nhiều màn hình đồng bộ hóa với âm thanh giọng nói và/hoặc bản nhạc được điều khiển bằng băng. Các sản phẩm đa hình ảnh cũng được gọi là bài thuyết trình slide đa hình ảnh, trình diễn slide và diaporama và là một dạng cụ thể của sản phẩm đa phương tiện hoặc sản phẩm nghe nhìn.
Máy ảnh kỹ thuật số đã được thương mại hóa vào năm 1990 và vào năm 1997, Microsoft PowerPoint đã được cập nhật để bao gồm các tệp hình ảnh,  đẩy nhanh quá trình chuyển đổi từ slide 35 mm sang hình ảnh kỹ thuật số và do đó, máy chiếu kỹ thuật số trong lĩnh vực sư phạm và đào tạo. Sản xuất tất cả các máy chiếu slide Kodak Carousel đã ngừng vào năm 2004, và vào năm 2009, việc sản xuất và xử lý phim Kodachrome đã bị ngừng sản xuất.

## Trong văn hóa đại chúng
Trong tập cuối của phần đầu tiên của Mad Men, nhân vật chính Don Draper đã trình bày (thông qua máy chiếu slide) một kế hoạch tiếp thị cho chiếc khay đựng slide của Kodak với tên gọi "carousel".